# The Pizza Underground
The Pizza Underground je americká hudební skupina, která paroduje experimentální kapelu The Velvet Underground z šedesátých let. Její texty byly pro potřebu této kapely upravené do podoby, v níž se místo různých slov nacházela slova pizza a slova s tímto pokrmem související (např. sýr). Frontmanem kapely byl bývalý dětský herec Macaulay Culkin (kazoo, perkuse, zpěv) a dále v ní působili Matt Colbourn (kytara, zpěv), Phoebe Kreutz (zvonkohra, zpěv), Deenah Vollmer (krabice od pizzy, zpěv) a Austin Kilham (tamburína, zpěv). Nápad na koncept této skupiny pochází z roku 2012, kdy se jednalo o vtip. V listopadu 2013 nahrála demonahrávku. Názvy písní byly také upraveny, například z „I'm Waiting for the Man“ se stala „I'm Waiting for Delivery Man“, z „All Tomorrow's Parties“ pak „All the Pizza Parties“ a „Femme Fatale“ například „Pizza Gal“. V roce 2013 kapela vystupovala na koncertu k poctě Lou Reeda, jednoho ze zakladatelů The Velvet Undeground. Kapele se nedostalo příliš velkého úspěchu, například v roce 2014 byla z jednoho koncertu vypískána. Později kapela vydala koncertní album s názvem Live at Chop Suey. Hudebník John Cale, zakladatel The Velvet Underground, o Culkinově kapele řekl, že je „velmi zábavná“.